# Annaburger Heide
Die im Elbe-Elster-Gebiet gelegene Annaburger Heide (früher auch Annaburgische Heide, vor 1573 Lochauer oder Lochauische Heide) ist ein, die heutigen Ländergrenzen von Sachsen, Brandenburg und Sachsen-Anhalt übergreifendes Waldgebiet, das insbesondere forstwirtschaftlich und für Jagdzwecke benutzt wurde. Weite Teile des Gebietes werden heute als Standortübungsplatz der Bundeswehr genutzt. Hauptort der Heide ist die Kleinstadt Annaburg. Dort war auch der Sitz des für die Heide zuständigen kursächsischen Oberforst- und Wildmeisters. Die Heide befand sich zu großen Teilen im Besitz des jeweiligen Kurfürsten bzw. Königs von Sachsen.

## Naturraum
Der nach physiogeographischen Gesichtspunkten abgegrenzte Naturraum Annaburger Heide ist um einiges ausgedehnter als die „Heide“ im landläufigen Sinne, d. h. die waldbestockte Fläche. Es handelt sich um einen Teilraum der Elsterwerda-Herzberger Elsterniederung im Verlauf des saalekaltzeitlichen Lausitzer Urstromtales, der sich durch eine Häufung meist waldbestandener Dünenkomplexe auszeichnet. Obgleich insgesamt ein Niederungsgebiet, erreichen die relativen Höhenunterschiede hier im Gegensatz zum südwestlich angrenzenden, etwa drei bis fünf Meter tiefer gelegenen Naturraum Torgauer Elbauen noch bis zu 26 m auf einem Höhenniveau zwischen 75 und 102 m ü. NN. Nur wenige Kilometer nordwestlich der Heide gleichen sich die Höhen an, und das rezente Elbtal vereinigt sich mit dem Urstromtal.
Die Naturraumgliederung Sachsens ordnet den auf sächsischem Territorium gelegenen Anteil als Mesogeochore „Annaburger Heiden“ innerhalb der Makrogeochore Elbe-Elster-Niederung ein. Es werden die Teilräume (Mikrogeochoren) Blumberger Talsand-Ebene, Talsand-Dünen-Platte Zwethauer Wald, Arzberger Talsand-Dünen-Platte, Döbrichauer Talsand-Rinnen-Ebene, Züllsdorfer Talsand-Dünen-Platte und Züllsdorfer Talsand-Rinnen-Ebene unterschieden. Eine ähnliche Subgliederung existiert auch für den brandenburgischen Anteil. Die Landschaftsgliederung Sachsen-Anhalts verzichtet dagegen auf Feinteilungen und weist eine Landschaftseinheit „Annaburger Heide und Schwarze-Elster-Tal“ unterhalb der Sammelbezeichnung „Landschaften am Südrand des Tieflandes“ aus.
Charakteristische Böden sind die großflächig auftretenden Sand- und Decklehm-Gleye. Die Dünen sind mit Sand-Rankern oder gering entwickelten Sand-Braunerden bedeckt. Die höchsten Erhebungen sind der Hirschkopf (102 Meter) bei Dautschen, der Dornberg (102 Meter) bei Züllsdorf, die Weißen Berge (94 Meter) bei Rosenfeld, die Bienenberge (94 Meter) in der Nähe der Züllsdorfer Pechhütte und die schöne Aussicht (85 Meter) bei Annaburg. Im neunzehnten Jahrhundert wurden zahlreiche Meliorationsarbeiten zur Entwässerung der Heide durchgeführt. Dabei wurden insgesamt 7.300 ha Fläche melioriert. Unter anderem wurde dabei der Schwanensee komplett trockengelegt.

## Schutzgebiete

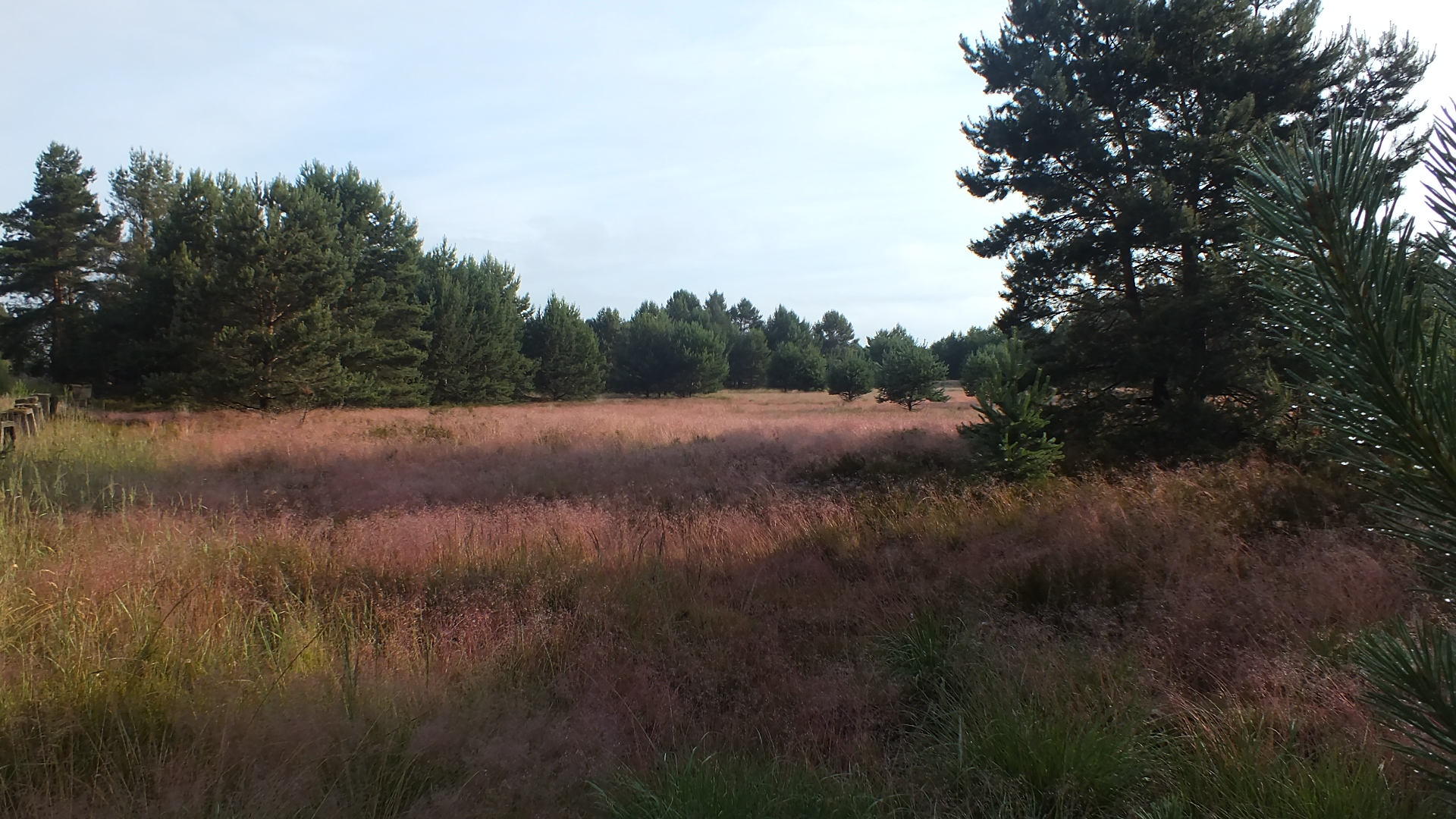
FFH-Gebiet Annaburger Heide (Sachsen-Anhalt)

In der Annaburger Heide gibt es mehrere Schutzgebiete. Bei Annaburg in Sachsen-Anhalt sind weite Teile der Annaburger Heide (v. a. Standortübungsplatz) zusammenhängend als Europäisches Vogelschutzgebiet Annaburger Heide ausgewiesen (CDDA-Nr. 4244-401). Zwei FFH-Gebiete Annaburger Heide mit jeweils mehreren Teilflächen bestehen in Sachsen-Anhalt (CDDA-Nr. 4344-302) und in Brandenburg (CDDA-Nr. 4344-303).
Im Landkreis Wittenberg (Sachsen-Anhalt), im östlichen Randbereich der Annaburger Heide, liegt das Naturschutzgebiet Alte Elster und Rohrbornwiesen. Im Landkreis Meißen (Sachsen), im Südosten der Annaburger Heide, befindet sich das Naturschutzgebiet Gohrischheide und Elbniederterrasse Zeithain. Ebenfalls zur Heide zählt das südlich vom Annaburger Ortskern am Schloss Annaburg liegende Landschaftsschutzgebiet Thiergarten Annaburg.

## Flora und Fauna
Da die Annaburger Heide zu großen Teilen als Sperrgebiet ausgewiesen ist, kann sich die Natur weitestgehend ungestört entwickeln. Ausgedehnte Kiefern- aber auch Mischwälder mit einem teilweise mehrere hundert Jahre alten Eichenbestand sind hier kennzeichnend. Die Heide bietet unter anderem Lebensraum für Rotwild, Rehwild, Schwarzwild, Auerhahn, Mufflon, Kreuzotter, Ringelnatter aber auch dem Biber. Seit dem Jahr 2010 wird auch vermehrt von Wolfssichtungen berichtet.

## Geschichte
Anfang November 1422 übernachtete Kurfürst Albrecht III. von Sachsen-Wittenberg während der Jagd mit seiner Ehefrau in einem Bauernhaus in der Lochauer Heide. Doch brach plötzlich Feuer aus, welches das gesamte Haus ergriff. Die Flammen waren ihm so nah gekommen, dass er und seine Frau sich nur im Nachthemd bekleidet durch ein Fenster retten konnten. Mehrere seiner Bediensteten kamen im Feuer um. Der Kurfürst war über dieses Ereignis stark schockiert und starb wenige Tage später in Wittenberg.
In der Lochauer Heide wurde am 24. April 1547 der Kurfürst Johann Friedrich von Sachsen nach der Schlacht bei Mühlberg gefangen genommen.
Am 18. Dezember 1749 fand eine große kurfürstliche Sau- oder Schweinehatz in der Annaburger Heide, speziell im Naundorfer Revier, statt, bei der vom Kurfürst und Kurprinzen mit ihren Ehefrauen sowie Prinz Xaver und Prinz Carl insgesamt 859 Stück Wild erlegt worden sind.
Der Herzog Karl von Kurland war mehrmals zur Hirschjagd in der Annaburger Heide, so im September 1771, im August und September 1772 und im August 1775. Im März 1776 besuchte er hier die Auerhahnbalz. Im November 1771 ließ der Herzog ein sogenanntes Saustreifen in den Wäldern der Ämter Annaburg, Schweinitz und Seyda durchführen. Bei der kurfürstlichen Hirschfeistjagd vom 18. bis 21. August 1777 wurden 10 Hirsche und 4 Rehe erlegt. Der dabei erlegte Zwölfender wurde dem Herzog Karl von Kurland nach Elsterwerda geschickt.

Bis Mitte der 1950er Jahre befand sich im Kerngebiet der Annaburger Heide das Dorf Zschernick. Die Bewohner diesen Dorfes wurden zwangsenteignet, da die frisch gegründete NVA das vollständige Gebiet der Annaburger Heide als Übungsplatz verwendete. Ehemalige Bewohner von Zschernick leben noch heute in Mahdel, dem verbliebenen Nachbardorf.

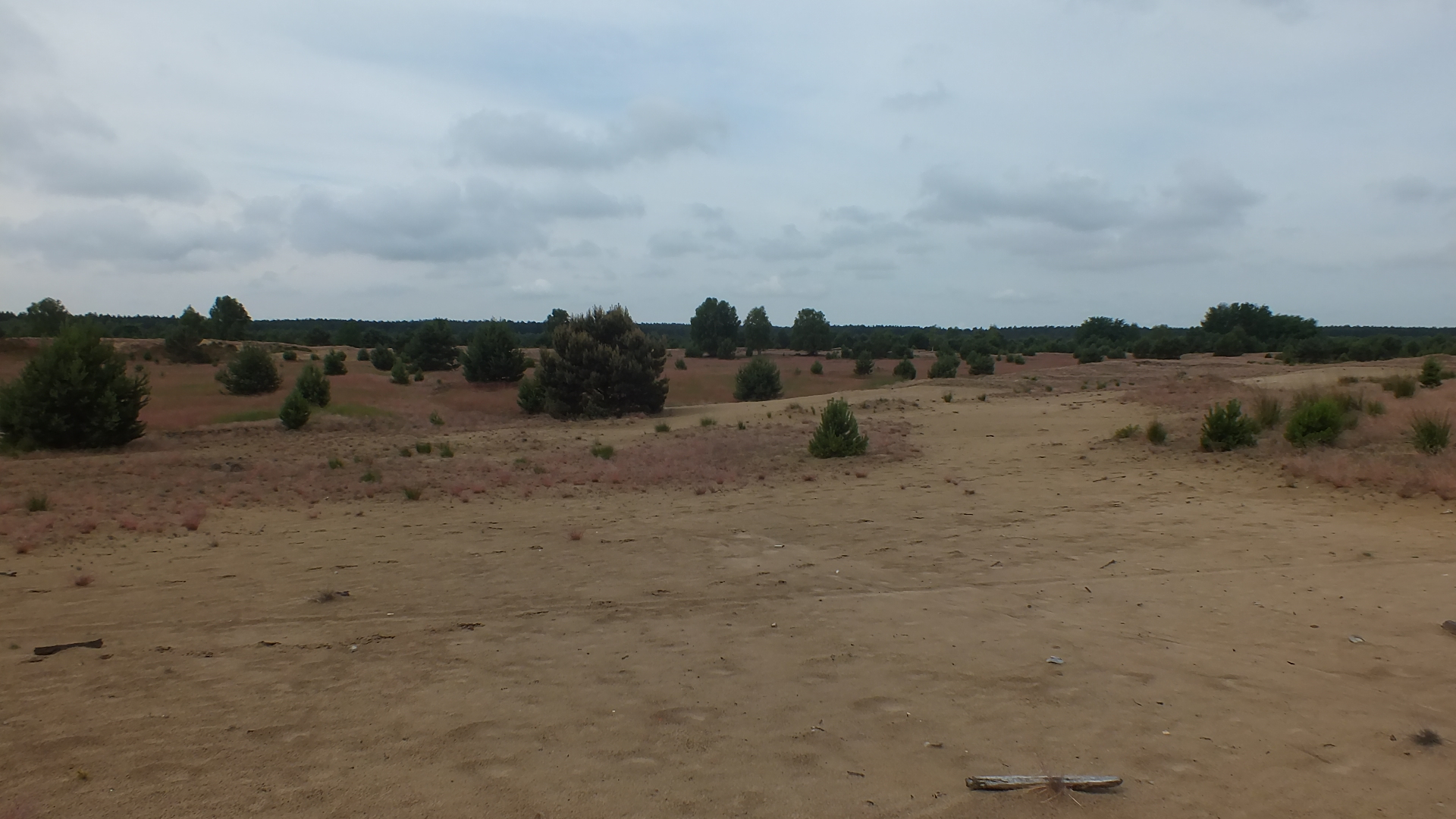
Annaburger Heide

## Militärische Nutzung
Im Jahr 1953 begann im ehemaligen Umsiedlerlager Züllsdorf der Aufbau einer Kommandantur für einen geplanten Truppenübungsplatz in der Annaburger Heide. Bereits im selben Jahr fand ein erstes Artillerieschießen statt und es wurde mit dem Bau eines Truppenlagers innerhalb der Heide begonnen. Ab dem Jahre 1954 befand sich der Platz in ständiger militärischer Nutzung. Noch in diesem und den darauffolgenden Jahren wurden die Truppenlager Mollgraben und Rosenfeld ausgebaut und erweitert. 1957 begannen die Arbeiten zum Bau eines ersten Panzerschießplatzes, welcher 1958 der Nutzung übergeben wurde. Ein zweiter Panzerschießplatz wurde bis 1962 fertiggestellt. Der Truppenübungsplatz mit seinen Einrichtungen wurde ständig erweitert und ausgebaut, die technischen Anlagen auf den Schießbahnen und Plätzen, sowie die geschaffenen Truppenlager und Unterkünfte modernisiert. Auf dem Platz gab es einen eigenen Bahnanschluss mit Verladerampe. Dieser war an die Bahnlinie Roßlau – Lutherstadt Wittenberg -Falkenberg / Elster über den Abzweig Mollgraben angeschlossen. 1979 erfolgte die Verleihung des Titels „Truppenübungsplatz der ausgezeichneten Qualität“, 1981 erhielt der Platz den Titel „Bester Truppenübungsplatz der LaSK“. In der Zeit der intensiven Nutzung wurden auch mehrere größere Übungen und Lehrvorstellungen von Land- und Luftstreitkräften der Nationalen Volksarmee und Ländern des Warschauer Paktes durchgeführt. Armeegeneral Heinz Hoffmann sowie General Sergei Matwejewitsch Schtemenko zählten dabei zu den hochrangigen Gästen in der Annaburger Heide.
Erster Kommandeur des Übungsplatzes war im Jahr 1953 Oberleutnant Hohlfeld. Mit der Umwandlung in einen Standortübungsplatz im Jahr 1994 war Hauptmann Meckert der letzte Kommandeur eines Truppenübungsplatz in der Annaburger Heide. Heute nutzt die Bundeswehr den Platz mit insgesamt drei Schießbahnen hauptsächlich für Ausbildungszwecke zum Schießen mit Handwaffen für Einheiten des Flugplatzes Holzdorf. Auch werden angehende Unteroffiziere der Unteroffizierschule des Heeres in Delitzsch hier ausgebildet. Für mehrtägige Übungsplatzaufenthalte wird das Truppenlager Rosenfeld genutzt. In der Nähe des Zschernick wurde eine Lastenabwurfzone eingerichtet, auf welcher Luftfahrzeugbesatzungen zukünftig das gezielte Absetzen von Lasten aus der Luft trainieren können.

## Legenden und Sagen

### Der tote Fischer

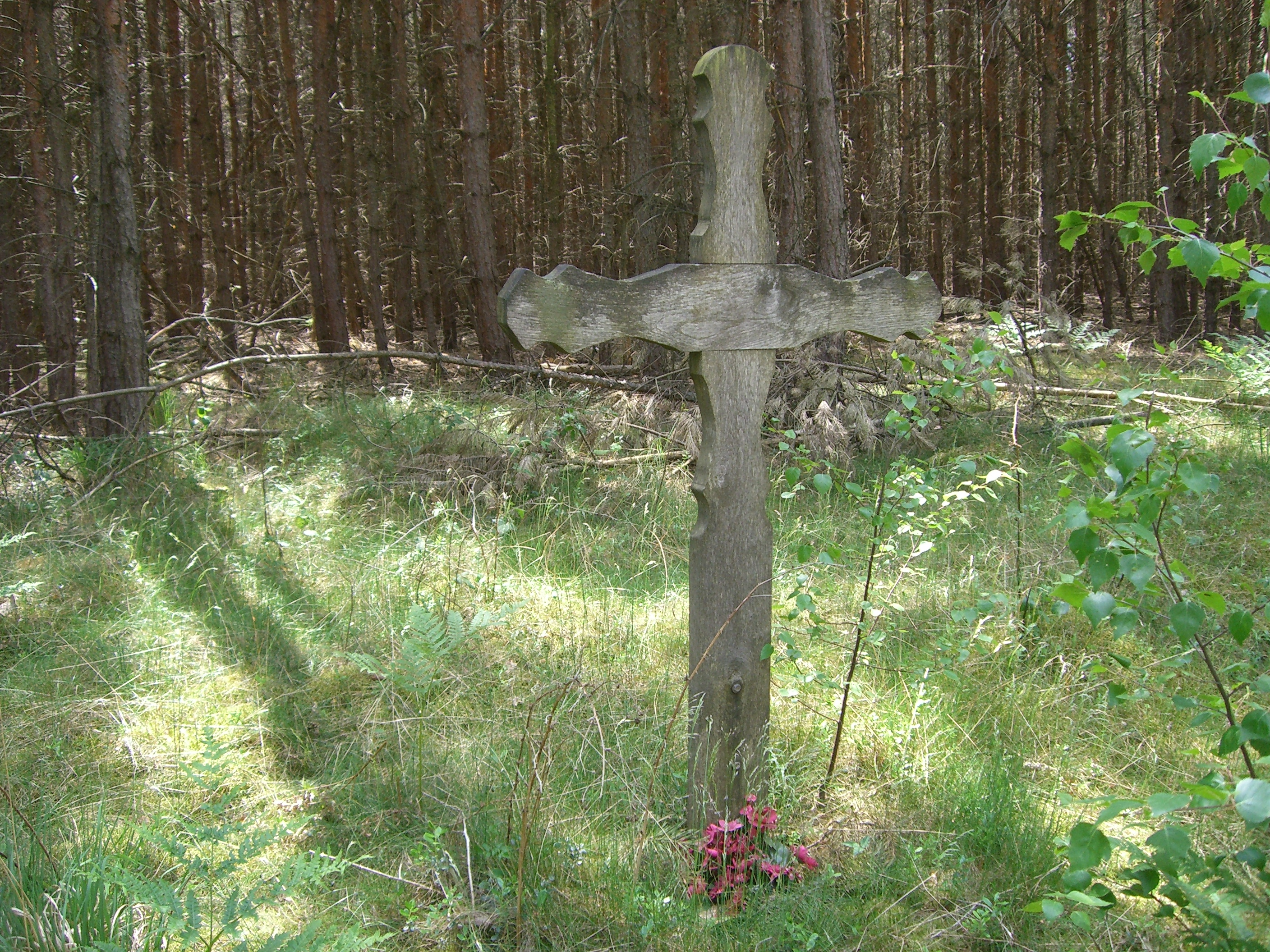
Kreuz Toter Fischer

Die Straße zwischen Annaburg und Arnsnesta soll der Sage nach ein Fischer häufig begangen haben. Eines Tages wurde dieser Fischer an der Straße tot aufgefunden. Es konnte nie ermittelt werden ob der Fischer eines gewaltsamen oder eines natürlichen Todes starb. Infolge des Aberglaubens legte jedoch jeder, der an der Stelle vorüberkam, einige Zweige oder Äste dort nieder um den Toten zu ehren und für sich selbst die Geister des Waldes gutmütig zu stimmen. Da das Ablegen derartiger Zweige ausufernde Zustände annahm und selbst die Straße durch die abgelegten Zweige gelegentlich versperrt war, wurde durch den damaligen Förster Schmidt aus Meuselko an der Stelle ein Holzkreuz errichtet, um dem Toten ein angemessenes Gedenken zu gewähren. Vor der Erneuerung des Kreuzes war auf diesem ein Kahn eingeschnitzt.

### Das Forstmeisterkreuz

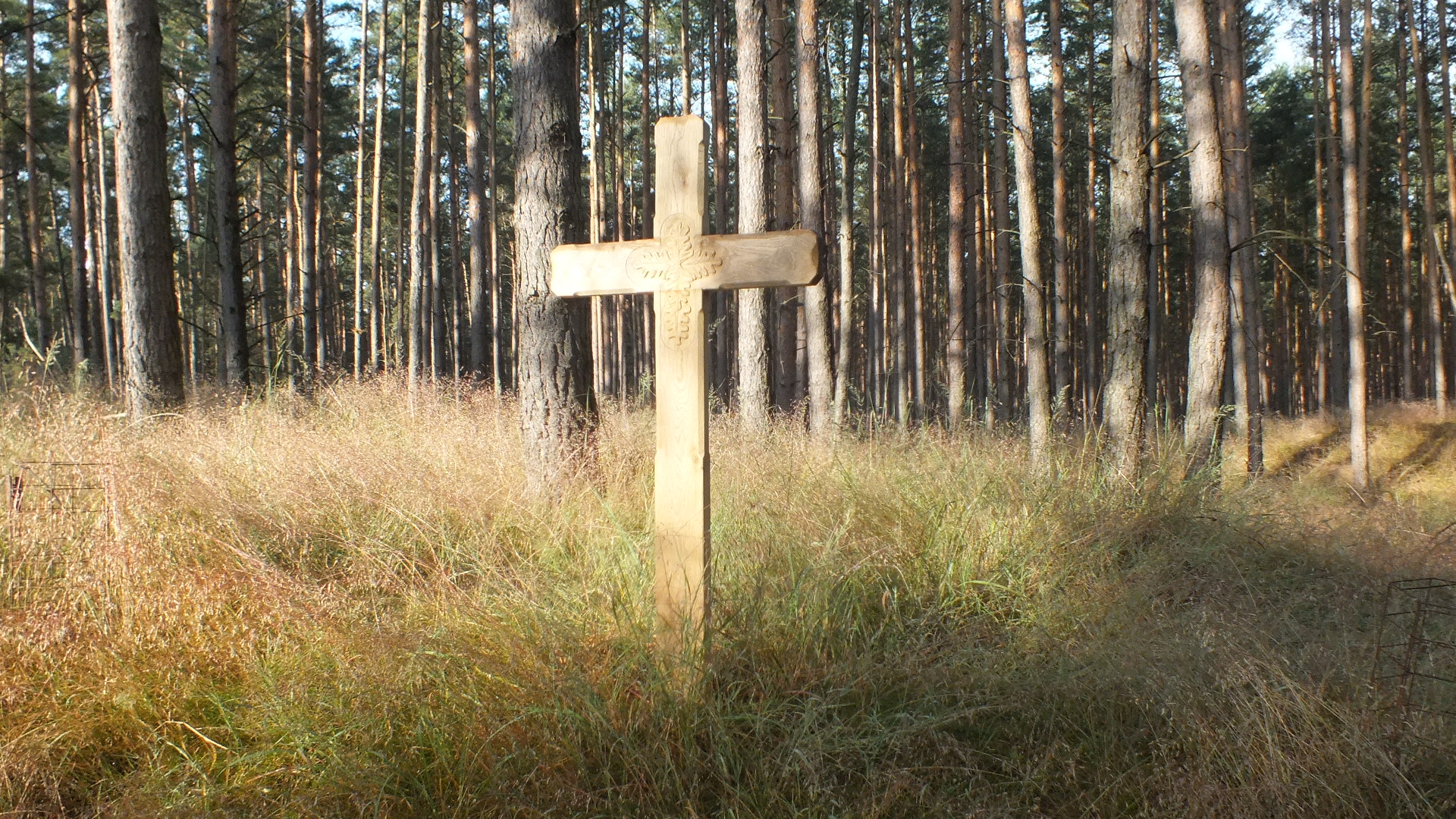
Forstmeisterkreuz

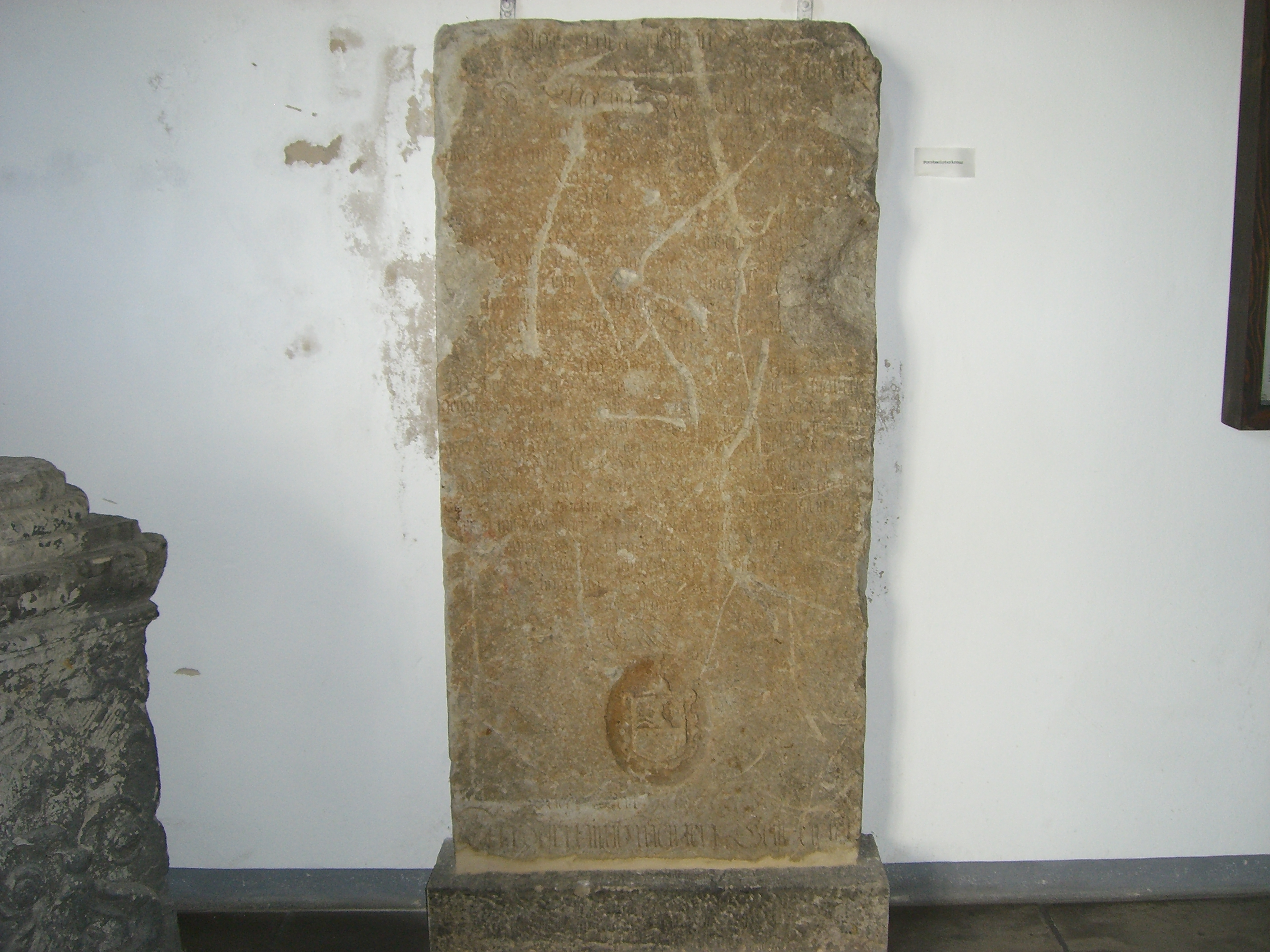
Grabstein Forstmeister Martin Rohrwacher im Annaburger Museum

Etwa 7 Kilometer von Annaburg entfernt steht an der Straße nach Züllsdorf ein etwa 1,70 Meter hohes Holzkreuz. Dieses war vor seiner Erneuerung mit der Inschrift Anno 1659 versehen. Vor diesem Kreuz befand sich ein ca. 1,60 × 1,15 Meter großer Sandstein, welcher einst als Grabstein auf dem Annaburger Friedhof als Grabmal diente. Die Inschrift auf dem Stein, welche heute kaum noch zu erkennen ist, erklären den Standort des Kreuzes. Der damalige Forst und Wildmeister Martin Rohrwacher wurde zu einem Waldbrand in der Annaburger Heide gerufen. Die Flammen des Brandes haben ihn umschlossen, und, aufgrund seiner Leibesfülle war es ihm wohl unmöglich dem Brand zu entkommen. Der Sandstein befindet sich heute im Amtshaus Annaburg. Seine Inschrift lautet: „Allhier ruhet sanft in Gott der Eldle, wohle Ehrenfeste und Groß achtbare Herr Martin Rohrwacher, Churfürstlichen Durchlaucht zu Sachsen über deren Aemter Annaburg, Schweinitz, Seida und Schlieben in die 30 Jahre her wohlverdienter Forst und Wildmeister.“ Danach folgen Aufzählungen über Herkunft, Heirat, Kinder und der Ursache des Todes.

### Der Silberdamm
Etwa 5 Kilometer von Annaburg entfernt liegt an der Bahnstrecke Annaburg – Fermerswalde der Silberdamm. An dieser Stelle sollen am 24. April 1547 nach der Schlacht bei Mühlberg die Wagen des Kurfürsten Johann Friedrich von Sachsen in die Hände der Truppen von Kaiser Karls V. gefallen sein. Diese waren mit kostbarem Silberzeug und Münzen beladen.

### Zum Toten Mann

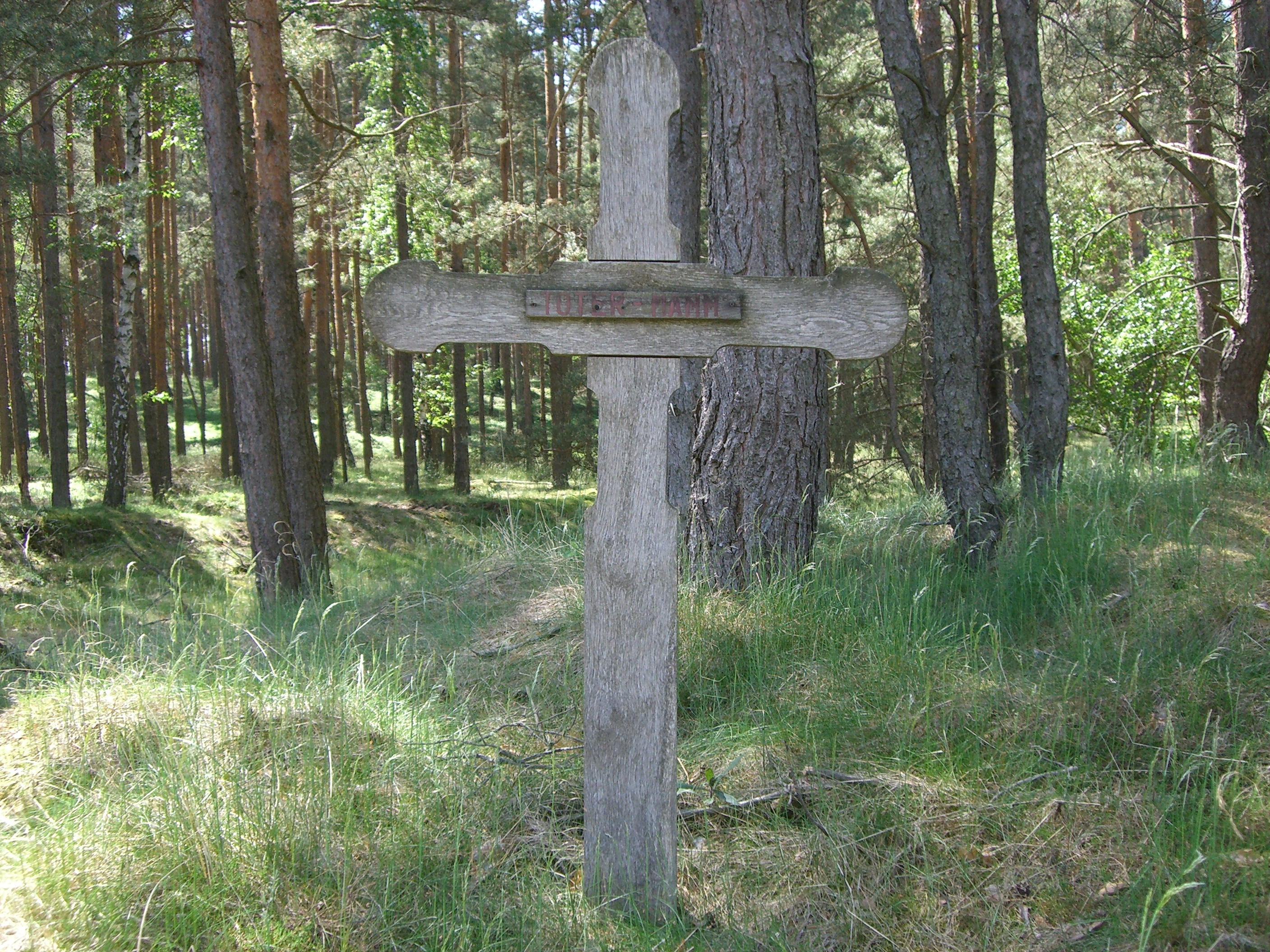
Toter Mann

Auf einem Holzkreuz in der Nähe des Bahndammes an der Herzberger Straße befindet sich ein etwa 1 Meter hohes Holzkreuz mit der Inschrift Toter Mann. Der Sage nach soll an dieser Stelle ein Mann erschlagen worden sein. Die Umstände seines Todes konnten jedoch nie ermittelt werden. Da man jedoch von einem Raubmord ausging, setzte sich in den umliegenden Orten folgender Spruch in Erinnerung an dieses Ereignis durch: "Für siebzehn Pfenn`g und etwas Brot schlug man hier einen Menschen tot". Auch an diesem Kreuz wurden in früheren Zeiten von den Vorübergehenden grüne Baumzweige zur Ehrung des Toten abgelegt.

### Das Franzosengrab

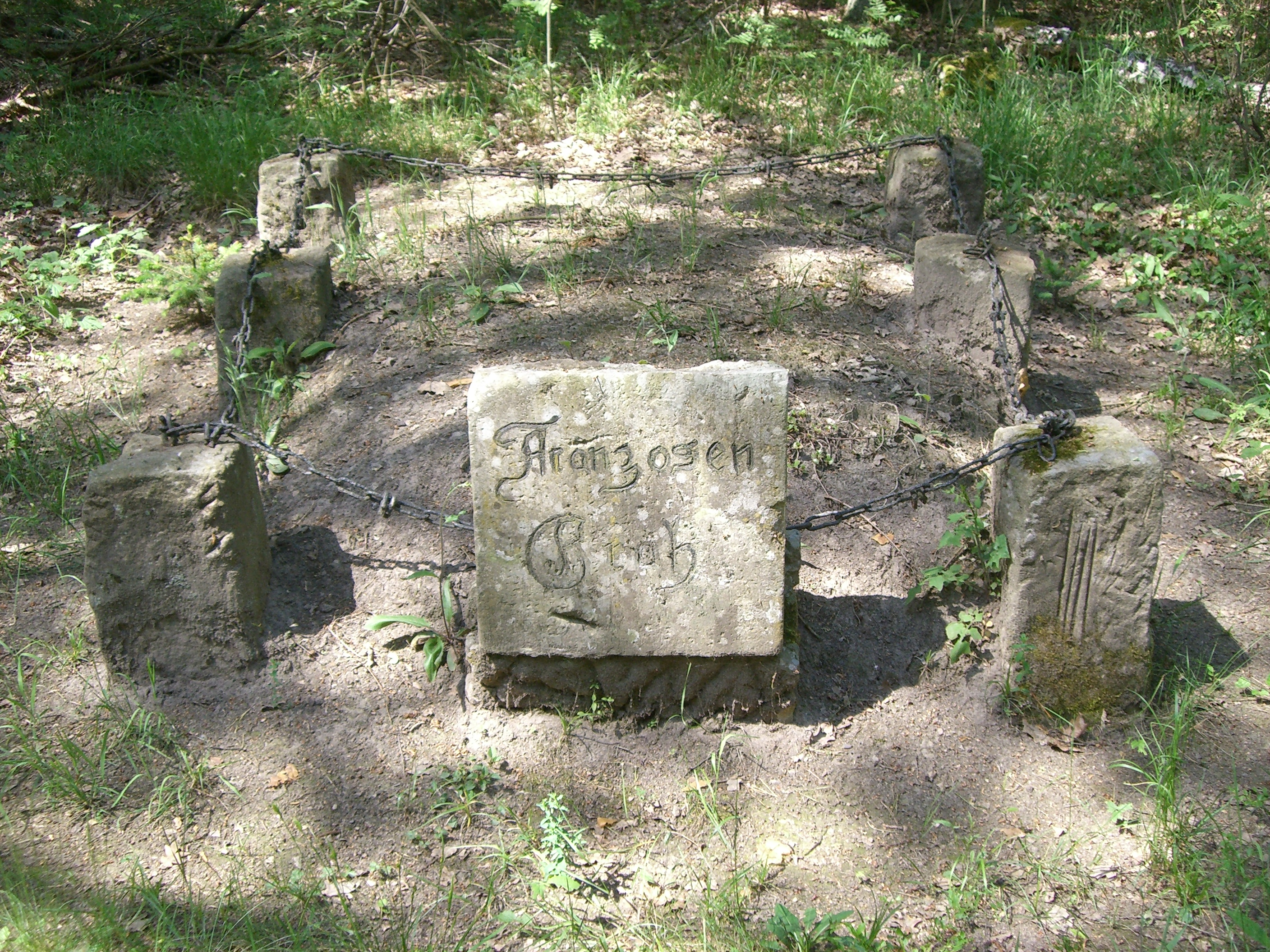
Franzosengrab

Nach der Schlacht bei Dennewitz am 6. September 1813 flüchteten die Truppen von Michel Ney, welche durch die preußischen und russischen Truppen bis nach Torgau verfolgt wurden, auch durch die Annaburger Heide. Jahrzehnte später fand man beim Fällen einer hohlen Eiche ein, noch in einer französischen Uniform steckendes, Skelett. An der Straße von Zwethau nach Züllsdorf erinnert ein Grabmal mit der Inschrift „Franzosengrab 1813 – 1913“ an dieses Ereignis.